# دودخان

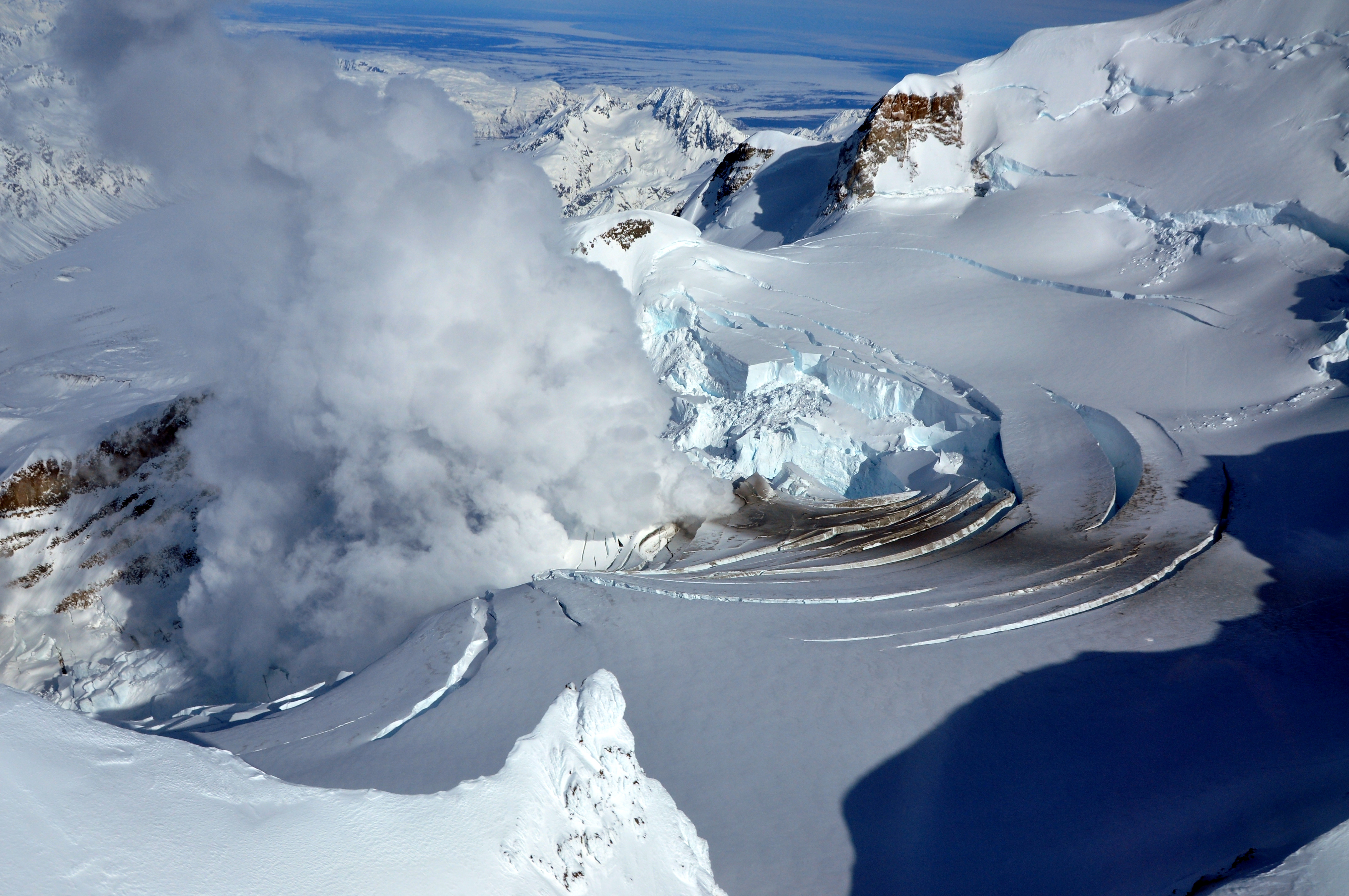
دودخان‌های کوه ردابت در آلاسکا

دودخان‌های وولکانو در سیسیل

دودخان یا فومرول (انگلیسی: Fumarole) به حفره‌ای در پوسته سیاره و اغلب در اطراف آتشفشان‌ها گفته می‌شود که از آن
بخار و گازهایی مانند کربن دی‌اکسید، گوگرد دی‌اکسید، هیدروژن کلرید و سولفید هیدروژن خارج می‌شود. بخار زمانی تشکیل می‌شود که آب فوق داغ با کاهش فشار در زمان خروج از زمین فشرده می‌شود. نام سولفاترا (که از نام آتشفشان سولفاترا در زبان سیسیلی گرفته شده) برای دودخان‌هایی به‌کار می‌رود که از آن گازهای گوگردی خارج می‌شود.
دودخان‌ها ممکن است در امتداد درزهای کوچک یا شکاف‌های بزرگ یا بر سطح جریان‌های گدازه و نهشته‌های جریان آذرآواری پدید آیند. میدان دودخان منطقه‌ای دارای مجرای چشمه آب گرم و گاز است که در آن گازهای مختلف در اعماق کم از ماگما یا سنگ‌های آذرین داغ یا در اثر برخورد با آب‌های زیرزمینی خارج می‌شود.
دودخان‌ها اگر بالاتر از یک منبع گرمایی باشند ممکن است برای چند دهه یا چند سده به کار خود ادامه دهند، ولی اگر بر روی یک توده آتشفشانی که به سرعت سرد می‌شود قرار داشته باشند ممکن است پس از چند هفته یا چند ماه از بین بروند. به عنوان نمونه دره ده هزار دود طی فوران آتشفشان نواراپتا در آلاسکا شکل گرفت. در ابتدا هزاران دودخان در خاکستر آتشفشانی ناشی از فوران که در حال سرد شدن بود پدید آمد ولی پس از مدتی بیشتر آنها از بین رفتند.
برآورد می‌شود که حدود چهار هزار دودخان در اطراف پارک ملی یلواستون در ایالات متحده وجود داشته باشد. پارک ملی مورن ترویس پیتون در دومینیکا نیز نمونه‌ای دیگر از تجمع زیاد دودخان‌ها در یک منطقه است.
دودخان‌هایی که از نهشته‌های سطحی آنها بخار گوگرد خارج شده یا غنی از کانی‌های گوگردی هستند در مناطقی یافت می‌شوند که این نهشته‌ها به صورت معدن وجود داشته یا استخراج شده‌اند. مناطقی از اندونزی، چین، شیلی و نیوزیلند از جمله این مناطق به‌شمار می‌روند.